# Meeting international Mohammed-VI 2019
Navigation
Édition précédente

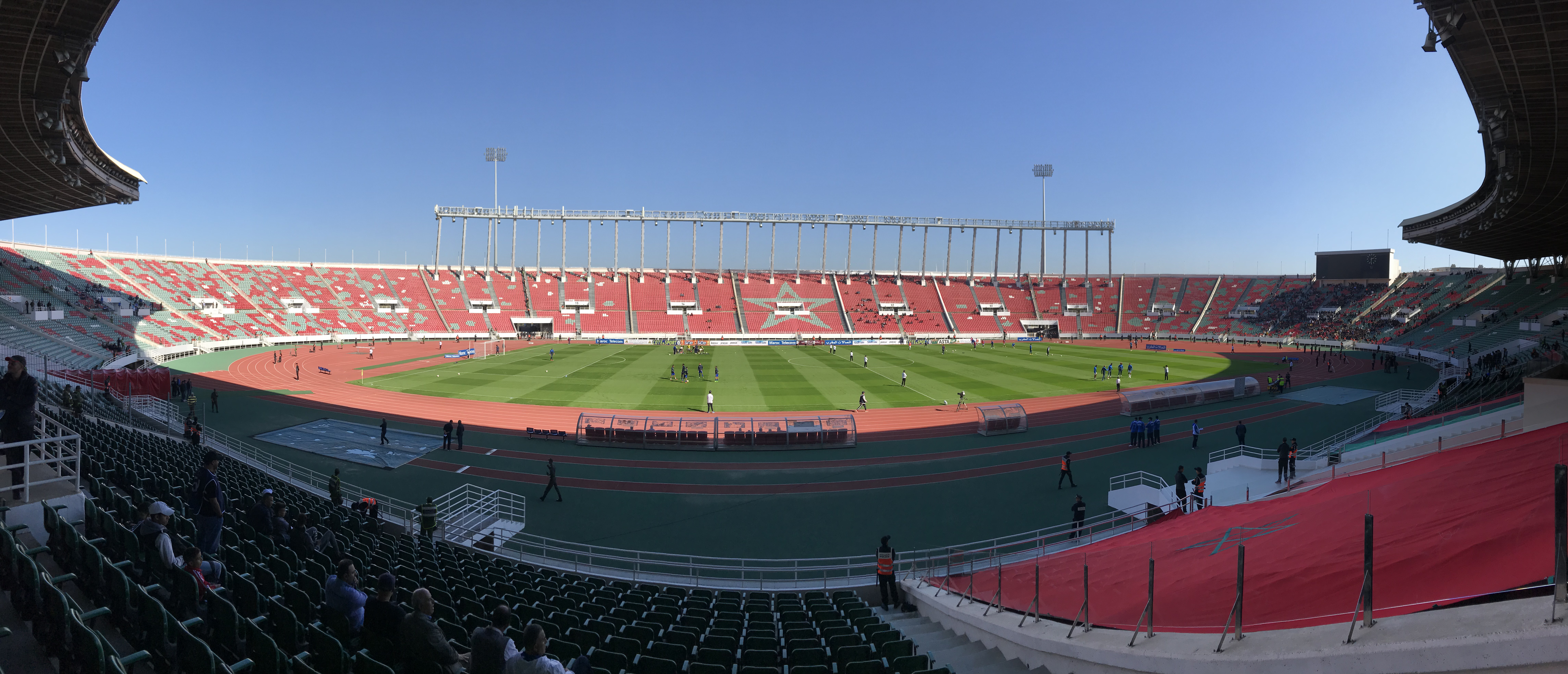

Le Meeting international Mohammed-VI 2019 se déroule le 16 juin 2019 au Stade Moulay Abdallah de Rabat, au Maroc. Il s'agit de la sixième étape de la Ligue de diamant 2019.

## Résultats

### Hommes
| Rang | Athlète           | Temps        | Points |
| ---- | ----------------- | ------------ | ------ |
| 1    | Andre De Grasse   | 20 s 19 (SB) | 8      |
| 2    | Ramil Guliyev     | 20 s 28      | 7      |
| 3    | Alex Quiñónez     | 20 s 30      | 6      |
| 4    | Kenneth Bednarek  | 20 s 51      | 5      |
| 5    | Clarence Munyai   | 20 s 63      | 4      |
| 6    | Leon Reid         | 20 s 88      | 3      |
| 7    | Bernardo Baloyes  | 20 s 91      | 2      |
| 8    | Mehdi Takordmioui | 21 s 13      | 1      |

| Rang | Athlète                   | Temps         | Points |
| ---- | ------------------------- | ------------- | ------ |
| 1    | Nijel Amos                | 1 min 45 s 57 | 8      |
| 2    | Emmanuel Kipkurui Korir   | 1 min 45 s 60 | 7      |
| 3    | Clayton Murphy            | 1 min 45 s 99 | 6      |
| 4    | Ferguson Cheruiyot Rotich | 1 min 46 s 38 | 5      |
| 5    | Álvaro de Arriba          | 1 min 46 s 64 | 4      |
| 6    | Andreas Kramer            | 1 min 46 s 75 | 3      |

| Rang | Athlète                 | Temps             | Points |
| ---- | ----------------------- | ----------------- | ------ |
| 1    | Sergueï Choubenkov      | 13 s 12 (=MR, SB) | 8      |
| 2    | Andrew Pozzi            | 13 s 30           | 7      |
| 3    | Gabriel Constantino     | 13 s 41           | 6      |
| 4    | Wilhem Belocian         | 13 s 43           | 5      |
| 5    | Omar McLeod             | 13 s 48           | 4      |
| 6    | Antonio Alkana          | 13 s 51           | 3      |
| 7    | Milan Trajkovic         | 13 s 53           | 2      |
| 8    | Eduardo Santos Rodriges | 13 s 58           | 1      |

| Rang | Athlète               | Temps                     | Points |
| ---- | --------------------- | ------------------------- | ------ |
| 1    | Getnet Wale           | 7 min 6 s 01 (WL, NR, PB) | 8      |
| 2    | Chala Beyo            | 8 min 6 s 48 (PB)         | 7      |
| 3    | Benjamin Kigen        | 8 min 7 s 25              | 6      |
| 4    | Leonard Kipkemoi Bett | 8 min 9 s 27              | 5      |
| 5    | Hillary Bor           | 8 min 12 s 08             | 4      |
| 6    | Mohamed Tindouft      | 8 min 12 s 89 (PB)        | 3      |
| 7    | Abraham Kibiwott      | 8 min 17 s 25             | 2      |
| 8    | Djilali Bedrani       | 8 min 18 s 44 (PB)        | 1      |

| Rang | Athlète           | Temps         | Points |
| ---- | ----------------- | ------------- | ------ |
| 1    | Bohdan Bondarenko | 2,28 m        | 8      |
| 2    | Naoto Tobe        | 2,28 m (SB)   | 7      |
| 3    | Ilya Ivanyuk      | 2, 28 m (=SB) | 6      |
| 4    | Mathew Sawe       | 2,28 m (SB)   | 5      |
| 5    | Brandon Starc     | 2,25 m (=SB)  | 4      |
| 6    | Andriy Protsenko  | 2,22 m (=SB)  | 3      |
| 7    | Chris Baker       | 2,19 m        | 2      |
| 8    | Gianmarco Tamberi | 2,19 m        | 1      |

| Rang | Athlète                | Marque      | Points |
| ---- | ---------------------- | ----------- | ------ |
| 1    | Juan Miguel Echevarría | 8,34 m (SB) | 8      |
| 2    | Luvo Manyonga          | 8,21 m      | 7      |
| 3    | Ruswahl Samaai         | 8,16 m      | 6      |
| 4    | Eusebio Cáceres        | 7,80 m      | 5      |
| 5    | Yahya Berrabah         | 7,76 m      | 4      |
| 6    | Mouhcine Khoua         | 7,64 m (SB) | 3      |
| 7    | Fabian Heinle          | 7,56 m      | 3      |
| 8    | Zarck Visser           | 7,52 m      | 1      |

| \| Rang \| Athlète \| Marque \| Points \| \| ---- \| -------------------- \| ----------------------------- \| ------ \| \| 1 \| Fedrick Dacres \| 70,78 m (WL, DLR, MR, NR, PB) \| 8 \| \| 2 \| Daniel Ståhl \| 69,94 m \| 7 \| \| 3 \| Lukas Weisshaidinger \| 68,14 m (SB) \| 6 \| \| 4 \| Piotr Malachowski \| 66,58 m (SB) \| 5 \| \| 5 \| Martin Wierig \| 64,65 m \| 4 \| \| 6 \| Reginald Jagers III \| 64,59 m \| 3 \| \| 7 \| Andrius Gudžius \| 64,37 m \| 2 \| \| 8 \| Victor Hogan \| 62,98 m \| 1 \| |                      |                               |        |
| Rang | Athlète              | Marque                        | Points |
| 1 | Fedrick Dacres       | 70,78 m (WL, DLR, MR, NR, PB) | 8      |
| 2 | Daniel Ståhl         | 69,94 m                       | 7      |
| 3 | Lukas Weisshaidinger | 68,14 m (SB)                  | 6      |
| 4 | Piotr Malachowski    | 66,58 m (SB)                  | 5      |
| 5 | Martin Wierig        | 64,65 m                       | 4      |
| 6 | Reginald Jagers III  | 64,59 m                       | 3      |
| 7 | Andrius Gudžius      | 64,37 m                       | 2      |
| 8 | Victor Hogan         | 62,98 m                       | 1      |

### Femmes
| Rang | Athlète                | Temps        | Points |
| ---- | ---------------------- | ------------ | ------ |
| 1    | Blessing Okagbare      | 11 s 05 (SB) | 8      |
| 2    | Marie-Josée Ta Lou     | 11 s 09 (SB) | 7      |
| 3    | Crystal Emmanuel       | 11 s 30      | 6      |
| 4    | Orlann Ombissa-Dzangue | 11 s 32 (SB) | 5      |
| 5    | Dafne Schippers        | 11 s 32      | 4      |
| 6    | Gina Lückenkemper      | 11 s 36 (SB) | 3      |
| 7    | Vitoria Cristina Rosa  | 11 s 38      | 2      |
| 8    | Jamile Samuel          | 11 s 40      | 1      |

| Rang | Athlète               | Temps            | Points |
| ---- | --------------------- | ---------------- | ------ |
| 1    | Salwa Eid Naser       | 50 s 13 (SB)     | 8      |
| 2    | Aminatou Seyni        | 50 s 24 (NR, PB) | 7      |
| 3    | Christine Botlogetswe | 50 s 48 (PB)     | 6      |
| 4    | Phyllis Francis       | 50 s 76 (SB)     | 5      |
| 5    | Jaide Stepter         | 51 s 44 (SB)     | 4      |
| 6    | Lisanne De Witte      | 51 s 53 (SB)     | 3      |
| 7    | Kendall Ellis         | 51 s 82          | 2      |
| 8    | Madiea Ghafoor        | 52 s 92          | 1      |

| Rang | Athlète         | Temps              | Points |
| ---- | --------------- | ------------------ | ------ |
| 1    | Nelly Jepkosgei | 1 min 59 s 50      | 8      |
| 2    | Habitam Alemu   | 1 min 59 s 90 (SB) | 7      |
| 3    | Olha Lyakhova   | 2 min 00 s 35 (SB) | 6      |
| 4    | Lynsey Sharp    | 2 min 00 s 61 (SB) | 5      |
| 5    | Halimah Nakaayi | 2 min 00 s 91      | 4      |
| 6    | Ce'Aira Brown   | 2 min 01 s 19 (SB) | 3      |
| 7    | Emily Cherotich | 2 min 01 s 67 (SB) | 2      |
| 8    | Malika Akkaoui  | 2 min 01 s 87      | 1      |

| Rang | Athlète                  | Temps                  | Points |
| ---- | ------------------------ | ---------------------- | ------ |
| 1    | Genzebe Dibaba           | 3 min 55 s 47 (WL, MR) | 8      |
| 2    | Sifan Hassan             | 3 min 55 s 93 (NR, PB) | 7      |
| 3    | Gudaf Tsegay             | 3 min 57 s 40 (PB)     | 6      |
| 4    | Rababe Arafi             | 3 min 58 s 84 (NR, PB) | 5      |
| 5    | Axumawit Embaye          | 3 min 59 s 02 (PB)     | 4      |
| 6    | Winnie Nanyondo          | 3 min 59 s 56 (NR, PB) | 3      |
| 7    | Jenny Simpson            | 3 min 59 s 83 (SB)     | 2      |
| 8    | Gabriela Debues-Stafford | 4 min 0 s 46 (PB)      | 1      |

| Rang | Athlète             | Temps           | Points |
| ---- | ------------------- | --------------- | ------ |
| 1    | Sandi Morris        | 4,82 m (MR, SB) | 8      |
| 2    | Anzhelika Sidorova  | 4,77 m (SB)     | 7      |
| 3    | Katie Nageotte      | 4,67 m (SB)     | 6      |
| 4    | Ekateríni Stefanídi | 4,67 m          | 5      |
| 5    | Robeilys Peinado    | 4,67 m (SB)     | 4      |
| 6    | Yarisley Silva      | 4,67 m (=SB)    | 3      |
| 7    | Alysha Newman       | 4,67 m          | 2      |
| 8    | Xu Huiqin           | 4,57 m (PB)     | 1      |

| Rang | Athlète            | Marque           | Points |
| ---- | ------------------ | ---------------- | ------ |
| 1    | Yaimé Pérez        | 68,28 m (MR, SB) | 8      |
| 2    | Denia Caballero    | 65,94 m          | 7      |
| 3    | Sandra Perković    | 64,77 m (SB)     | 6      |
| 4    | Valarie Allman     | 64,58 m          | 5      |
| 5    | Nadine Müller      | 64,01 m          | 4      |
| 6    | Andressa de Morais | 63,12 m          | 3      |
| 7    | Kristin Pudenz     | 62,82 m          | 3      |
| 8    | Fernanda Martins   | 62,51 m          | 1      |

## Légende
Records et Performances
- AR : Record continental (area record)
- CR : Record des championnats (championship record)
- MR : Record du meeting (meet record)
- NR : Record national (national record)
- OR : Record olympique (olympic record)
- PR : Record paralympique (paralympic record)
- PB : Record personnel (personal best)
- SB : Meilleure performance personnelle de la saison (season's best)
- WL : Meilleure performance mondiale de l'année (world leader)
- WJR : Record du monde junior (world junior record)
- WR : Record du monde (world record)

Circonstances et Conditions
- DNF : N'a pas terminé (did not finish)
- DNS : N'a pas pris le départ (did not start)
- DQ : Disqualification (disqualification)
- NM : Aucun essai valable enregistré (No Mark)
- Q : Qualifié « directement » au prochain tour (ou à la prochaine compétition), lors d'une compétition majeure, grâce au classement ou à la réalisation des minima (automatic qualifier)
- q : Qualifié au prochain tour (ou à la prochaine compétition), lors d'une compétition majeure, grâce au repêchage ou à la réalisation de l'une des meilleures performances parmi celles des « non qualifiés directement » (grâce au meilleur temps ou à la meilleure distance par exemple) (secondary qualifier)